# Saint-Barthélemy (Seine-et-Marne)
Saint-Barthélemy is een gemeente in het Franse departement Seine-et-Marne (regio Île-de-France) en telt 340 inwoners (2004). De plaats maakt deel uit van het arrondissement Provins.

## Geografie
De oppervlakte van Saint-Barthélemy bedraagt 14,9 km², de bevolkingsdichtheid is 22,8 inwoners per km².
De onderstaande kaart toont de ligging van Saint-Barthélemy (Seine-et-Marne) met de belangrijkste infrastructuur en aangrenzende gemeenten.

## Demografie
Onderstaande figuur toont het verloop van het inwonertal (bron: INSEE-tellingen).